# Christopher Dawson
Christopher Dawson (12 octobre 1889 - 25 mai 1970) est un historien britannique qui écrivit plusieurs livres sur l'histoire culturelle et le christianisme. Il est considéré comme « le plus grand historien catholique de langue anglaise du XXe siècle. »

## Biographie
Dawson, fils unique d'un officier, fait ses études secondaires à l'internat de Hartlington Hall, dans le Yorkshire, avant d'étudier l'histoire au Winchester College puis à Trinity College (Oxford), dont il sort diplômé en 1911. Au contact de l’œuvre du théologien allemand Ernst Troeltsch, il se convertit au catholicisme en 1909. Jugé de constitution trop faible, il est réformé et ne participe à l'effort de défense nationale au cours de la Grande guerre qu'en tant qu'infirmier.
En 1916, il épouse la fille de l'architecte Walter Edward Mills, dont il a deux filles et un fils. Dawson est maître de conférence en Histoire culturelle à l'Université d'Exeter (1930–6[pas clair]), puis occupe la chaire Forwood de philosophie des religions de l'Université de Liverpool (1934), la chaire Gifford de l'université d'Édimbourg (1947 et 1948) et enfin la chaire Chauncey Stillman d'études du catholicisme de l'université Harvard (1958–1962). Avec la journaliste Barbara Ward, il fonde en 1942 l'association chrétienne antifasciste Sword of the Spirit destinée à aider la fuite des juifs hors d’Europe. Dawson est élu membre de la British Academy en 1943.

## Sa pensée
Dawson commence sa carrière littéraire en 1920 par des communications à The Sociological Review. Il est alors fasciné par l'historicisme et l'histoire comparée des civilisations d'Oswald Spengler et Arnold J. Toynbee. Son premier essai, du reste, The Age of the Gods (1928), marque la première de cinq parties d'une vaste fresque historique de la civilisation occidentale ; l'auteur, toutefois, ne mène jamais ce projet à son terme.
Dawson soutient la théorie d'une identité proprement occidentale (Old West), reprise depuis par David Gress, qui cite Dawson dans son essai De Platon à l'OTAN (1998, inédit en français). Dawson dénonce l'idéologie universaliste selon laquelle le Moyen Âge européen n'a rien créé fondamentalement : selon lui, au contraire, l'Église catholique a joué un rôle essentiel dans l'avènement de la civilisation occidentale.
Par son action dans le Réveil chrétien, on peut comparer Christopher Dawson aux historiens protestants Kenneth Scott Latourette (1884–1968) et Herbert Butterfield (1900–1979), ainsi qu'à Max Weber : tous, en effet, recourent à l'approche métahistorique, et étudient un même objet, à savoir l'influence de la religion sur certains aspects de la culture occidentale. Proche du cercle littéraire The Moot, ses écrits exercent une influence sur T. S. Eliot, qui le cite avec éloge et, selon l'historien conservateur américain Bradley Birzer, sur les orientations morales de J. R. R. Tolkien.

## Ouvrages publiés
- The Age of Gods (1928)
- Progress and Religion (1929)
- Christianity and the New Age (1931)
- The Making of Europe: An Introduction to the History of European Unity (1932)
- The Spirit of the Oxford Movement (1933)
- Enquiries into religion and culture (1933)
- Medieval Religion and Other Essays (1934)
- Religion and the Modern State (1936)
- Beyond Politics (1939)
- The Judgment of the Nations (1942)
- Gifford Lectures 1947–49
  - Religion and Culture (1948)  (ISBN 0-404-60498-6)
  - Religion and the Rise of Western Culture (1950)  (ISBN 0-385-42110-9)
- Understanding Europe (1952)
- Medieval Essays (1954)
- Dynamics of World History (1957) édité par John J. Mulloy,
- The Movement of World Revolution (1959)
- Progress and Religion: An Historical Enquiry (1960) *The Historic Reality of Christian Culture (1960)
- The Crisis of Western Education: With Specific Programs for the Study of Christian Culture (1961)
- The Dividing of Christendom (1965)
- Mission to Asia (1966)
- The Formation of Christendom (1967)
- The Gods of Revolution (1972)
- Religion and World History (1975)
- Christianity and European Culture: Selections from the Work of Christopher Dawson édité par Gerald J. Russello